# N’Socialist Soundsystem
n’Socialist Soundsystem (abgekürzt NSS), auch unter dem Namen Enessess bekannt, ist ein rechtsextremes Hip-Hop-Duo aus Ludwigshafen, welches dem Rechtsrap-Genre zugeordnet wird.

## Bandgeschichte
n’Socialist Soundsystem wurde im Frühjahr 2010 als Projekt der Rechtsrock-Band Häretiker gegründet. Das Duo besteht aus zwei Personen mit den Pseudonymen „Blastbeatkönig aus Thule“ und „Henry8“. Henry8 tritt in verschiedenen Videos und live mit einer Eishockey-Maske auf, die an die Filmfigur Jason Voorhees erinnert. 2010 veröffentlichte das Duo insgesamt vier Lieder für die Schüler-CD Jugend in Bewegung der Autonomen Nationalisten. Sie waren außerdem auf den NPD-CDs Gegen den Strom (2011) und Die Zukunft im Blick (2012/2013) vertreten.
2011 erschien sowohl ein Demo mit Liveaufnahmen auf CD-R als auch das Debütalbum Volk ans Mikrofon über das rechte Rap-Label LNR Records. „LNR“ steht für „Legion N-Rap“, einem losen Netzwerk nationalistischer Rapper. 2012 und 2013 veröffentlichte Henry8 je ein Solowerk.

## Stil und Bewertung
n’Socialist Soundsystem sind Ausdruck einer neuen Trendwende in der rechten Musikszene Deutschlands. Während ein Großteil der rechten Jugendlichen weiter den seit den 1980ern in der Szene populären Oi! und Rechtsrock hören, begann Mitte der 1990er ein Umdenken. Bis Mitte der 2000er kamen National Socialist Black Metal und Hatecore hinzu, seit einigen Jahren verstärkt nun auch Hip-Hop mit nationalen und zum Teil auch nationalsozialistischen Texten. Eine Ursache ist laut Martin Langebach das Auftauchen der Autonomen Nationalisten in der Szene, die bewusst linke beziehungsweise linksautonome Stilmittel aufnimmt und umdeutet. Seit 2011 wird die Band zusammen mit ähnlichen rechten Hip-Hop-Gruppen wie Natürlich und Sprachgesang zum Untergang (SZU) vom Bundesamt für Verfassungsschutz beobachtet.
Dabei versucht insbesondere n’Socialist Soundsystem sich von der Hip-Hop-Szene abzugrenzen. Vielmehr verstehen sie sich in erster Linie als „Nationale Sozialisten“ und als „nationale Alternative zum Systemrap“. In der rechten Zeitschrift „Der Aktivist“ äußerte sich henry8 folgendermaßen: „Wir bedienen diese Musikrichtung, weil ein unglaubliches Potenzial in ihrer Hörerschaft liegt.“ Die Texte propagieren eine rassistische Volksgemeinschaft und einen Staat nach nationalsozialistischen Vorstellungen.
Für die rechtsextreme Musikszene gelten sie als erstes ernsthaftes NS-Hip-Hop-Projekt. Es bestehen jedoch noch Vorbehalte gegen diese Art der Musik. Außerhalb der rechten Musikszene wird das Duo wegen ihrer relativ ungelenken Reime eher belächelt. Insbesondere die Hip-Hop-Szene lässt kein gutes Haar an den musikalischen Qualitäten der beiden Musiker.

## Diskografie

### n’Socialist Soundsystem
- 2010: Jugend muss ans Mikrofon (Download-EP mit den Tracks von der Schulhof-CD Jugend in Bewegung)
- 2011: 11 im Bunker … mit Zugabe … (CD-R, Eigenproduktion)
- 2011: Volk ans Mikrofon (LNR Records)

### Soloalben von Henry 8
- 2012: No Sex with Hip-Hop (MCD, CD-R)
- 2013: Deutschtum und Sprechgesang (Onnohatnenkleinenpenis-Records)
- 2013: Nurmaso … (Kollabo-EP mit Mic Revolt, Eigenproduktion)

### Projekte
- 2012: Legion N-Rap: Ein.Stand (Projekt mit  MC Derrick, Mic Revolt, Ricky R., Riot Lutz und SZU)